# Kai Fischer
Kai Fischer, née le 18 mars 1934 à Halle-sur-Saale (ou Prague selon les sources), est une actrice et scénariste allemande.

## Filmographie
- 1955 : Oh – diese „lieben“ Verwandten (de) de Paul Martin
- 1955 : Unternehmen Schlafsack (de) d'Arthur Maria Rabenalt
- 1956 : Le Bain dans la grange (de) (Das Bad auf der Tenne) de Paul Martin
- 1956 : Le Mariage du médecin (de) (Die Ehe des Dr. med. Danwitz) d'Arthur Maria Rabenalt
- 1956 : Moi et mes gendres (de) (Ich und meine Schwiegersöhne) de Georg Jacoby
- 1956 : Carrousel de l'amour (de) (Hurra – die Firma hat ein Kind) de Hans Richter
- 1956 : Vacances au lac Worther (de) (Holiday am Wörthersee) de Hans Schott-Schöbinger
- 1957 : Des filles et des hommes (La ragazza della salina) de František Čáp
- 1957 : Maria fille de la forêt (Wetterleuchten um Maria) de Luis Trenker
- 1957 : Deux Sous de tendresse (de) (Für zwei Groschen Zärtlichkeit) d'Arthur Maria Rabenalt
- 1958 : L'Auberge du Spessart (Das Wirtshaus im Spessart) de Kurt Hoffmann
- 1958 : Nuits chaudes, nylons noirs (de) (Schwarze Nylons – Heiße Nächte) d'Alfred Braun et Erwin Marno
- 1958 : Le ciel n'est pas à vendre (Der veruntreute Himmel) d'Ernst Marischka
- 1958 : Une affaire diabolique (de) (Herz ohne Gnade) de Victor Tourjanski
- 1958 : Alerte à toutes les polices (de) (Grabenplatz 17) d'Erich Engels
- 1958 : Madeleine Tel. 13 62 11 (de) de Kurt Meisel
- 1959 : Une femme qui fait scandale (de) (Skandal um Dodo) d'Eduard von Borsody
- 1959 : Filles de proie (de) (Lockvogel der Nacht) de Wilm ten Haaf (de)
- 1959 : Des filles pour le Mambo Bar (de) (Mädchen für die Mambo-Bar) de Wolfgang Glück
- 1959 : Filles de nuit de Maurice Cloche
- 1959 : Esclave de son désir (de) (Ich war ihm hörig) de Wolfgang Becker
- 1960 : La Blonde et les nus de Soho (Too Hot to Handle) de Terence Young
- 1960 : Freddy et la mélodie de la nuit (de) (Freddy und die Melodie der Nacht) de Wolfgang Schleif
- 1961 : Car la femme est faible (Denn das Weib ist schwach) de Wolfgang Glück
- 1962 : Tunnel 28 de Robert Siodmak
- 1963 : La Guerre des valses (de) (The Waltz King) de Steve Previn (en)
- 1964 : L'Attaque du fourgon postal (Zimmer 13) de Harald Reinl
- 1964 : Mon colt fait la loi (Le pistole non discutono) de Mario Caiano
- 1964 : L'Auberge de Dartmoor (de) (Das Wirtshaus von Dartmoor) de Rudolf Zehetgruber
- 1966 : Jerry Land, chasseur d'espions (Anónima de asesinos) de Juan de Orduña
- 1968 : Les Nièces (de) (Die Nichten der Frau Oberst) d'Erwin C. Dietrich
- 1969 : Mon lit est mon royaume (Die Nichten der Frau Oberst, 2. Teil : Mein Bett ist meine Burg !) d'Erwin C. Dietrich
- 1970 : L'Entrejambe (Josefine Mutzenbacher) de Kurt Nachmann
- 1972 : L'Angoisse du gardien de but au moment du penalty (Die Angst des Tormanns beim Elfmeter) de Wim Wenders
- 1973 : Hold-Up du siècle à Milan (Studio legale per una rapina) de Tanio Boccia
- 1977 : L'Œuf du serpent (Das Schlangenei) d'Ingmar Bergman
- 1979 : Lena Rais (de) de Christian Rischert (de)
- 1983 : Kassensturz de Rolf Silber
- 1999 : L'Einstein du sexe (Der Einstein des Sex) de Rosa von Praunheim